# Mormyschka

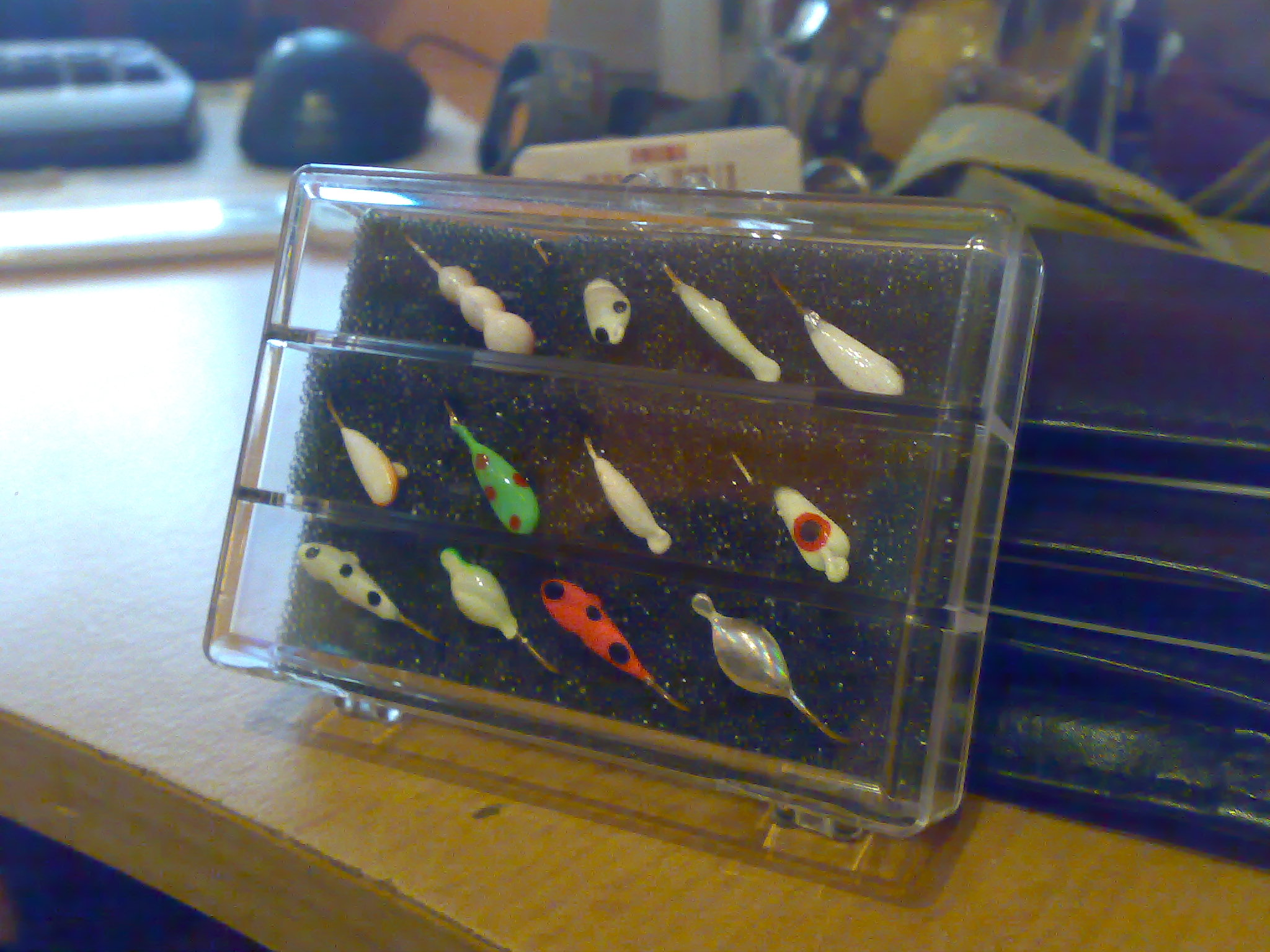
Verschiedene Mormyschkas

 Als Mormyschka bezeichnet man die Form eines Angelköders beim Eisangeln, die vornehmlich in Staaten der GUS verwendet wird. 
Bei diesem Angelköder in seiner einfachsten Form wird ein Bleischrot am Hakenschenkel eines sehr kleinen Angelhakens angebracht. Alternativ dazu kommen Imitate kleiner Wasserinsekten zum Einsatz. Die Fische werden durch senkrechte Auf- und Abbewegungen des Köders angelockt.
Ziel dieser Angelmethode ist es, trotz Winterruhe meistens Weißfische oder auch Barsche zu fangen. Größere Fänge sowie der Fang kapitaler Raubfische sind bei dieser Angelmethode eher die Ausnahme.